# Philadelphus myrtoides
Philadelphus myrtoides är en hortensiaväxtart som beskrevs av Antonio Bertoloni. Philadelphus myrtoides ingår i släktet schersminer, och familjen hortensiaväxter. Inga underarter finns listade i Catalogue of Life.